# Cassata siciliana

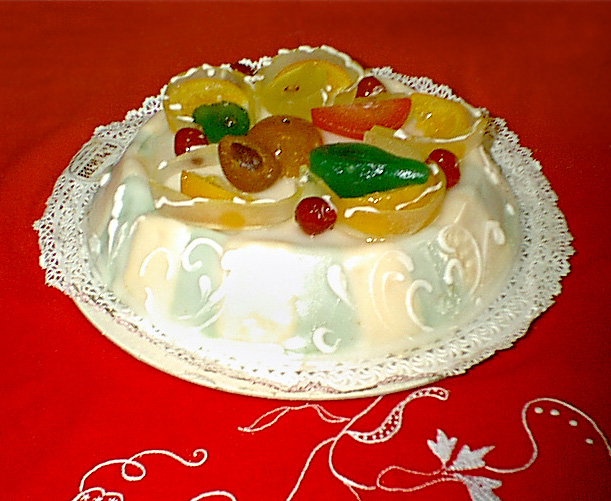
Cassata siciliana

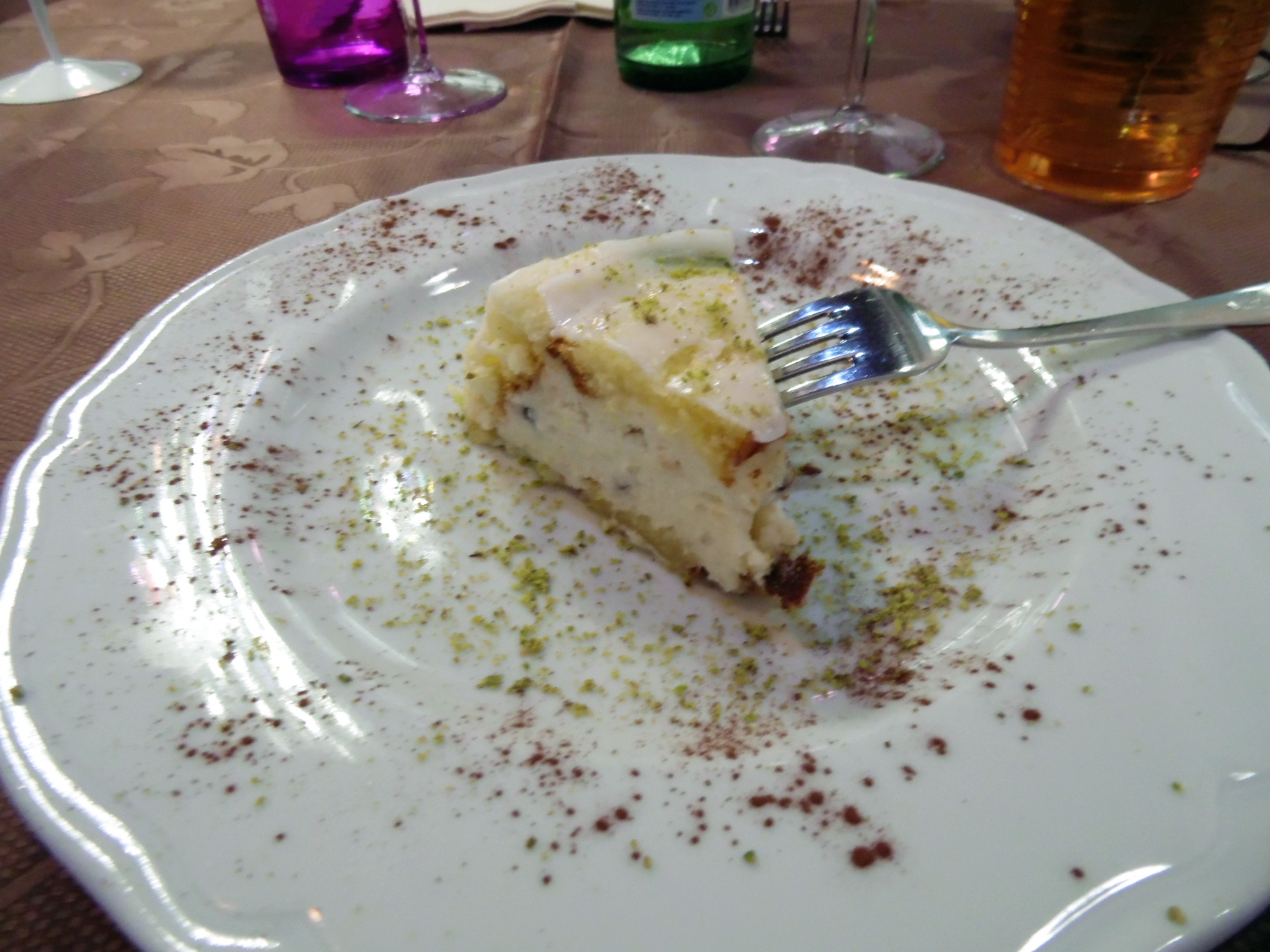
Cassata, Palermo 2016

Cassata siciliana (do árabe qas'at, "tigela", ou do latim caseum, "queijo") é um bolo tradicional da Sicília. É preparado com queijo ricotta açucarado, pão de ló, pasta reale (uma massa siciliana de amêndoa) e fruta cristalizada.
Apesar da aparente simplicidade da receita, existem inúmeras variações locais. Em especial, o aspecto exterior pode variar de uma decoração simples de açúcar e casca de laranja cristalizada até uma opulenta construção barroca, com pérolas coloridas e diversos frutos cristalizados. As variantes locais podem também incluir pistáchio, pinhão, chocolate, canela e marasquino.
Uma das variantes mais conhecidas é a chamada Cassatella di Sant'Agata, doce típico de Catânia, preparado na festa em honra de Santa Águeda. Trata-se de um doce em forma de mama, feito com pão-de-ló embebido em licor e recheado com creme, com uma cobertura branca com uma cereja cristalizada.